# Parasyrphus
Parasyrphus is een vliegengeslacht uit de familie van de zweefvliegen (Syrphidae).

## Soorten
- P. annulatus

Dennenroetneusje (Zetterstedt, 1838)
- P. bulbosus (Fluke, 1954)
- P. currani (Fluke, 1935)
- P. genualis (Williston, 1887)
- P. groenlandica (Nielsen, 1910)
- P. groenlandicus (Nielsen, 1910)
- P. insolitus (Osburn, 1908)
- P. kirgizorum (Peck, 1969)
- P. lineola (Zetterstedt, 1843)
- P. lineolus

Zwartpootroetneusje (Zetterstedt, 1843)
- P. macularis

Groot gevlekt roetneusje (Zetterstedt, 1843)
- P. malinellus

Glimmend roetneusje (Collin, 1952)
- P. nigritarsis

Haantjesbandzweefvlieg (Zetterstedt, 1843)
- P. proximus Mutin, 1990
- P. punctulatus

Gevlekt roetneusje (Verrall, 1873)
- P. relicta (Zetterstedt, 1838)
- P. semiinterruptus (Fluke, 1935)
- P. tarsata (Zetterstedt, 1838)
- P. tarsatus (Zetterstedt, 1838)
- P. vittiger

Ringpootroetneusje (Zetterstedt, 1843)